# M3 GMC
M3 GMC (Gun Motor Carriage) – samobieżne działo przeciwpancerne konstrukcji amerykańskiej z okresu II wojny światowej.

## Historia
Latem 1940 roku Stany Zjednoczone, pod wpływem wydarzeń wojennych w Europie, rozpoczęły poważną rozbudowę swoich sił zbrojnych. Utworzono samodzielne Wojska Pancerne. Prowadzono studia nad problemem obrony przeciwpancernej. W ich wyniku 3 grudnia 1940 roku, powołano do życia bataliony niszczycieli czołgów. Rozpoczęto prace nad odpowiednim uzbrojeniem tych oddziałów. Ich efektem były wprowadzone do uzbrojenia i produkcji działa: M3 GMC i M6 z armatą kal. 37 mm, na 4x4 podwoziu Dodge.
Nowe działo, początkowo noszące oznaczenie T-12, stanowiło połączenie  nowego amerykańskiego półgąsienicowego transportera opancerzonego Halftrack, konstrukcji firmy White i odpowiednio zaadaptowanej armaty polowej M1897A4 kal. 75 mm. Była to sławna francuska armata z okresu I wojny światowej, produkowana na licencji w USA.
M3 GMC wszedł na wyposażenie wojska 31 października 1941 roku. Początkowo osłonę działa stanowiła tylko oryginalna tarcza działa ale w późniejszych modelach dodano większą tarczę, lepiej chroniącą załogę pojazdu. Ogółem w latach 1941–1943 wyprodukowano 2202 egzemplarze działa.

## Służba
M3 GMC zostały po raz pierwszy użyte bojowo przez armię amerykańską na Filipinach w grudniu 1941 roku. Walczyły tam trzy bataliony, sformowane w trybie alarmowym, uzbrojone w pierwsze 50 wyprodukowanych dział.
Były także podstawowymi niszczycielami czołgów armii amerykańskiej w czasie operacji Torch. W czasie walk w Afryce Północnej wykorzystywane były w praktycznie każdej możliwej funkcji, nie spełniając przy tym żadnej z nich w dobry sposób. W wielu przypadkach używano ich we wręcz samobójczych atakach, jako bezpośredniego wsparcia atakującej piechoty, co dla załóg tych minimalnie opancerzonych pojazdów kończyło się zazwyczaj tragicznie. Istniejąca doktryna użycia niszczycieli czołgów przewidywała ich defensywne użycie, jako ruchoma rezerwa w razie ataku lub kontrataku nieprzyjaciela, ale często używano ich w innych rolach do których nie były przystosowane, co doprowadziło do bardzo wysokich strat, jak na przykład w bitwach pod Sidi bou Zid czy na przełęczy Kasserine.
Uzbrojony w M3 601. Batalion Niszczycieli Czołgów wziął udział w bitwie pod El Guettar, kiedy niemiecka 10 Dywizja Pancerna zaatakowała pozycje bronione przez amerykańską 1 Dywizję Piechoty. W trakcie walk batalion stracił 21 pojazdów M3 GMC niszcząc przy tym ponad 30 niemieckich czołgów.
Kilka jednostek niszczycieli czołgów z M3 wzięło udział w operacji Husky, ale w tym czasie były one już zastępowane przez znacznie lepszą konstrukcję – M10 Wolverine.
W przeciwieństwie do raczej złych doświadczeń na afrykańskim i europejskim teatrze działań, M3 cieszyły się znakomitą opinią w czasie walk na Pacyfiku. Tam w rękach Marines używane były zazwyczaj w roli „niszczycieli bunkrów”.
Po wycofaniu z oddziałów amerykańskich, sprzęt ten był przekazywany oddziałom brytyjskim. Działa, pod oznaczeniem „75 mm SP Autocar”, wprowadzono w 1943 roku do etatowego wyposażenia rozpoznawczych pułków samochodów pancernych. 
Zostały one też przekazane armii radzieckiej w ramach Lend-Lease Act.
We wrześniu 1944 roku 8 dział otrzymał polski Pułk Ułanów Karpackich, który pierwszy raz użył ich bojowo, w marcu 1945 roku, w walkach nad rzeką Senio. Potem działa przejął 12 Pułk Ułanów Podolskich. Działa M3 GMC znajdowały się także w uzbrojeniu innych oddziałów polskich: 7 szwadronu rozpoznawczego, stacjonującego w Qasassin w Egipcie, a także (podobno) w oddziałach 4 Dywizji Piechoty formowanej od 1945 roku w Wielkiej Brytanii.